# Liste der Monuments historiques in Biozat
Die Liste der Monuments historiques in Biozat führt die Monuments historiques in der französischen Gemeinde Biozat auf.

## Liste der Bauwerke
| Bezeichnung                                      | Beschreibung                       | Standort | Kennzeichnung | Schutzstatus | Datum | Bild           |
| ------------------------------------------------ | ---------------------------------- | -------- | ------------- | ------------ | ----- | -------------- |
| Meilenstein                                      | gallo-römisch                      | (Lage)   | PA00093006    | Inscrit      | 1946  | weitere Bilder |
| Château de Fontnoble (Fotos in der Base Mérimée) | Schloss, erbaut im 18. Jahrhundert | (Lage)   | PA03000031    | Inscrit      | 2007  |                |
| Kirche St-Symphorien                             | Erbaut im 12. Jahrhundert          | (Lage)   | PA00093007    | Classé       | 1862  | weitere Bilder |

## Liste der Objekte
| Bezeichnung                                                                                        | Beschreibung                            | Standort                           | Kennzeichnung | Schutzstatus | Datum | Bild |
| -------------------------------------------------------------------------------------------------- | --------------------------------------- | ---------------------------------- | ------------- | ------------ | ----- | ---- |
| Wandmalerei mit der Darstellung: Majestas Domini, Jungfrau Maria, Martyrium des heiligen Sebastian | 15. Jahrhundert                         | in der Kirche St-Symphorien (Lage) | PM03000032    | Classé       | 1850  |      |
| Skulptur Mariä Heimsuchung (Fotos in der Base Palissy)                                             | Holz, polchrom gefasst, 19. Jahrhundert | in der Kirche St-Symphorien (Lage) | PM03000608    | Classé       | 1990  |      |
| Skulptur der Heimsuchung                                                                           | Holz, 17. Jahrhundert                   | in der Kirche St-Symphorien (Lage) | PM03000033    | Classé       | 1918  |      |